# 1-Naphthylacetamid
1-Naphthylacetamid ist ein synthetischer Wachstumsregulator aus der Gruppe der Auxine.

## Eigenschaften
1-Naphthylacetamid ist ein farbloser Feststoff, der nadelartige Kristalle bildet. Die Substanz ist in Wasser nahezu unlöslich, löst sich jedoch gut in organischen Lösungsmitteln wie Methanol oder Aceton. Im Boden ist der Wirkstoff nicht persistent. In Wasser hydrolysiert es langsam unter Bildung von Ammoniak und Acetatsalzen.

## Darstellung
Aus der Reaktion von Naphthalin und Essigsäureanhydrid entsteht 1-Naphthylessigsäure. Dieses wird mit Ammoniak zum 1-Naphthylacetamid umgesetzt.

## Verwendung und Wirkungsweise
1-Naphthylacetamid wirkt ähnlich wie die strukturverwandte 1-Naphthylessigsäure als Wachstumsregulator aus der Gruppe der Auxine. Es bewirkt eine Fruchtausdünnung und kann so den Ertrag an Früchten steigern. Außerdem kann es zur Induktion von Wurzelwachstum bei Stecklingen verwendet werden. Weiterhin dient die Substanz zur Kontrolle des Laubwachstums und verhindert frühzeitigen Fruchtfall.
Der Wirkstoff wird vor allem im Obstanbau von Äpfeln, Birnen und Weintrauben sowie beim Anbau von Tomaten und Zucchini verwendet.

## Zulassung
In Staaten der Europäischen Union – darunter auch Österreich – und der Schweiz sind Pflanzenschutzmittel zugelassen, die 1-Naphthylacetamid enthalten. In Deutschland sind keine derartigen Präparate zugelassen.